# Phébé (Titanide)
Pour les articles homonymes, voir Phœbé.
Dans la mythologie grecque, Phébé ou Phœbé (en grec ancien Φοίϐη / Phoíbē, « brillante ») est une Titanide, fille d'Ouranos (le Ciel) et de Gaïa (la Terre).
Dans sa Théogonie, Hésiode parle de « Phœbé à la couronne d'or » (v. 136). Mariée à son frère Céos, elle donne naissance à Léto et Astéria (Diodore cependant ne mentionne pas Astéria). Elle est traditionnellement associée à la Lune et à Artémis, sa petite-fille, avec qui elle est parfois confondue.
Selon l'introduction des Euménides d'Eschyle, elle reçoit le contrôle de l'oracle de Delphes après sa sœur Thémis, et le transmet à Apollon comme cadeau d'anniversaire (ce qui expliquerait l'épithète Φοῖβος / Phoîbos, « Phébus » du dieu).

## Sources
- Pseudo-Apollodore, Bibliothèque [détail des éditions] [lire en ligne] (I, 1, 3 ; I, 2, 2).
- Diodore de Sicile, Bibliothèque historique [détail des éditions] [lire en ligne] (V, 66-67).
- Eschyle, Euménides [détail des éditions] [lire en ligne] (v. 1 et suiv.).
- Hésiode, Théogonie [détail des éditions] [lire en ligne] (v. 136 et 404-410).
- Hygin, Fables [détail des éditions] [(la) lire en ligne] (Préface, X).